# Scaurini
Tribu
Les Scaurini sont une tribu de coléoptères de la famille des Tenebrionidae et de la sous-famille des Tenebrioninae.

## Genres
Apsena - Argoporis - Carchares - Cephalostenus - Cerenopus - Epantius - Eulabis - Herpiscius - Podoces - Scaurus